# King William Street (Londres)
Pour les articles homonymes, voir King William Street.
King William Street est une rue de la Cité de Londres.

## Situation et accès

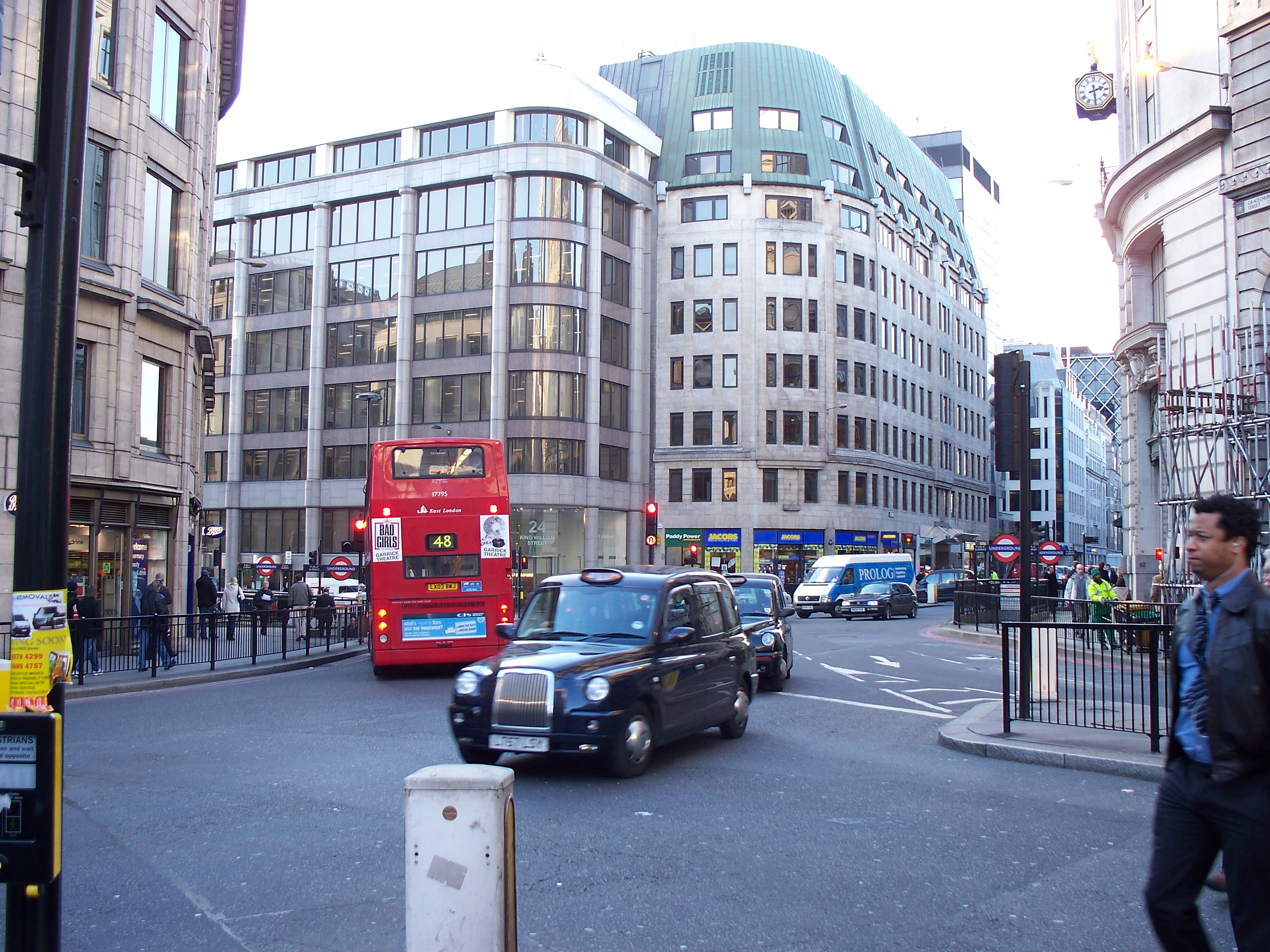
Jonction de King William Street et Gracechurch Street.

Elle débute près de la Banque d'Angleterre à la jonction principale de la cité, avec Queen Victoria Street et Lombard Street, en direction du sud-est vers Cannon Street et Gracechurch Street, et continue en direction du sud, finissant à London Bridge (duquel elle est l'approche).
La station de métro la plus proche est Bank, où circulent les trains des lignes  Central  Northern  Waterloo & City.

## Origine du nom

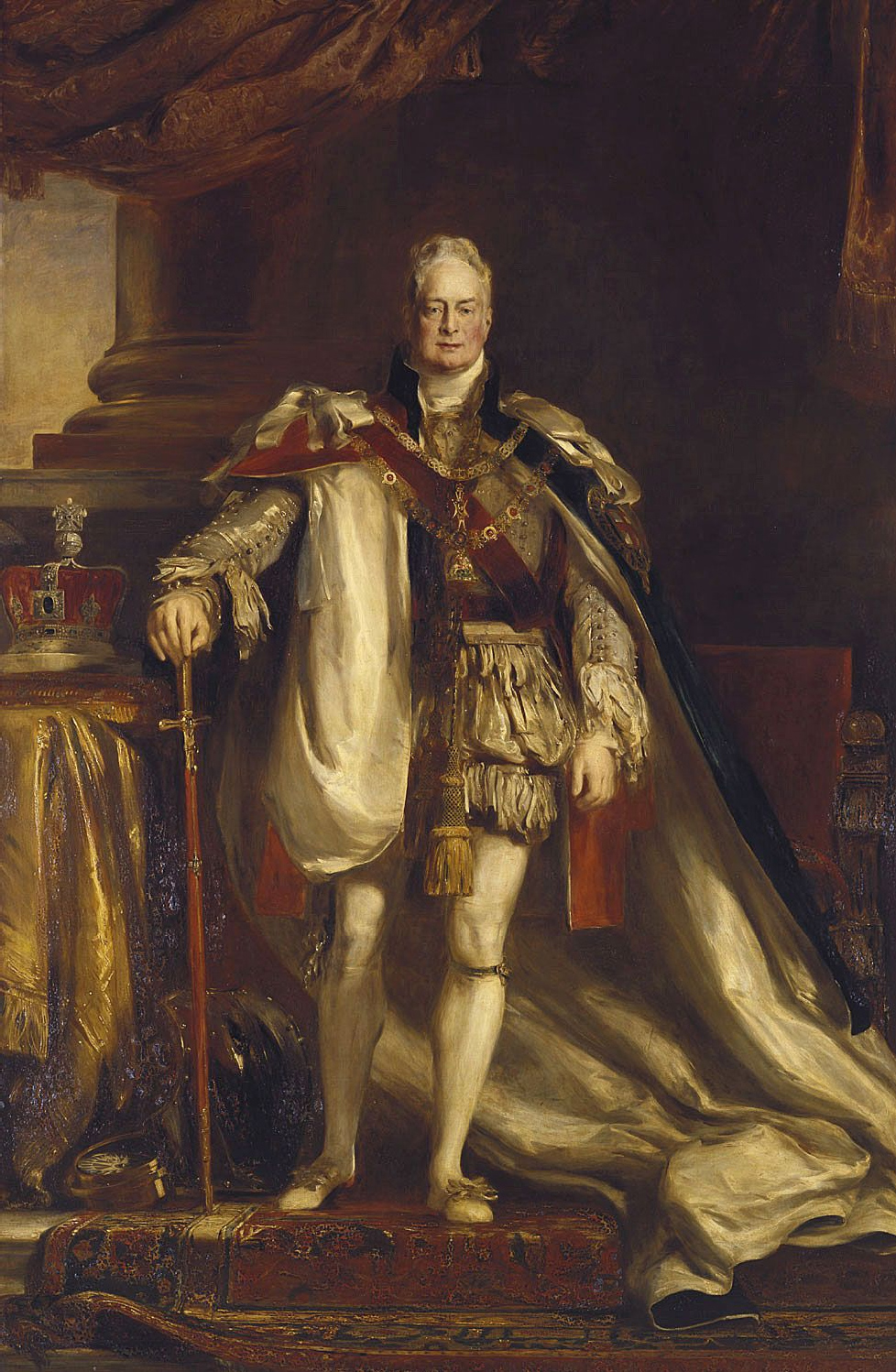
William IV.

Le nom de la rue évoque le roi régnant à l'époque de son ouverture, Guillaume IV (King William en anglais).

## Historique
Elle a été bâtie de 1829 à 1835.

## Bâtiments remarquables et lieux de mémoire
- No 1 : quartier général londonien de la banque d'affaires NM Rothschild & Sons.